# Monhystera villosa
Monhystera villosa är en rundmaskart som beskrevs av Butschli 1873. Monhystera villosa ingår i släktet Monhystera och familjen Monhysteridae. Arten är reproducerande i Sverige. Inga underarter finns listade i Catalogue of Life.